# Leptomantella ceylonica
Leptomantella ceylonica es una especie de mantis de la familia Tarachodidae.

## Distribución geográfica
Se encuentra en Sri Lanka